# عزم الصورة
في معالجة الصور ورؤية الكمبيوتر والمجالات ذات الصلة ، فإن عزم الصورة هي متوسط حسابي موزون معين ( moment ) لشدة بكسلات الصورة ، أو دالة في هذه العزوم ، وعادة ما يتم اختيارها لتكون لها خاصية أو تفسير معين منشود.
عزوم الصورة مفيدة لوصف الأشياء بعد التجزئة . تشمل الخصائص البسيطة للصورة التي يتم العثور عليها من خلال عزوم الصورة على سبيل المثال: المنطقة (أو الكثافة الكلية) ، والنقطة الوسطى ، ومعلومات حول اتجاهها .

## العزوم الأولية
بالنسبة للدالة المتصلة ثنائية الأبعاد f ( x ، y ) يُعرَّف العزم (يسمى أحيانًا "العزم الأولي") من الرتبة( p + q ) على أنه
{\displaystyle M_{pq}=\int \limits _{-\infty }^{\infty }\int \limits _{-\infty }^{\infty }x^{p}y^{q}f(x,y)\,dx\,dy}
لـ p ، q = 0،1،2 ،. . .
وبتطبيق هذا على صورة قياسية (ذات تدرج رمادي) ولها كثافة البكسل I ( x ، y ) ، نجد أن عزوم الصورة الأولية M ij يتم حسابها بواسطة
{\displaystyle M_{ij}=\sum _{x}\sum _{y}x^{i}y^{j}I(x,y)\,\!}
في بعض الحالات ، يمكن حساب ذلك من خلال اعتبار الصورة دالة كثافة احتمالية ، أي بقسمة ما سبق على
{\displaystyle \sum _{x}\sum _{y}I(x,y)\,\!}

### أمثلة
تشمل خصائص الصورة البسيطة المشتقة من العزوم الأولية ما يلي:
- المساحة (للصور الثنائية) أو مجموع المستوى الرمادي (للصور الرمادية اللون): {\displaystyle M_{00}}
- سنترويد: {\displaystyle \{{\bar {x}},\ {\bar {y}}\}=\left\{{\frac {M_{10}}{M_{00}}},{\frac {M_{01}}{M_{00}}}\right\}}

## عزوم مركزية
يتم تعريف العزوم المركزية على أنها
{\displaystyle \mu _{pq}=\int \limits _{-\infty }^{\infty }\int \limits _{-\infty }^{\infty }(x-{\bar {x}})^{p}(y-{\bar {y}})^{q}f(x,y)\,dx\,dy}
أين {\displaystyle {\bar {x}}={\frac {M_{10}}{M_{00}}}} و {\displaystyle {\bar {y}}={\frac {M_{01}}{M_{00}}}} هي مكونات النقطه الوسطى .
ولو كانت ƒ ( س ، y ) هي صورة رقمية ، ستصبح المعادلة السابقة
{\displaystyle \mu _{pq}=\sum _{x}\sum _{y}(x-{\bar {x}})^{p}(y-{\bar {y}})^{q}f(x,y)}
العزوم المركزية للطلب حتى الرتبة 3 هي:
{\displaystyle \mu _{00}=M_{00},\,\!}
{\displaystyle \mu _{01}=0,\,\!}
{\displaystyle \mu _{10}=0,\,\!}
{\displaystyle \mu _{11}=M_{11}-{\bar {x}}M_{01}=M_{11}-{\bar {y}}M_{10},}
{\displaystyle \mu _{20}=M_{20}-{\bar {x}}M_{10},}
{\displaystyle \mu _{02}=M_{02}-{\bar {y}}M_{01},}
{\displaystyle \mu _{21}=M_{21}-2{\bar {x}}M_{11}-{\bar {y}}M_{20}+2{\bar {x}}^{2}M_{01},}
{\displaystyle \mu _{12}=M_{12}-2{\bar {y}}M_{11}-{\bar {x}}M_{02}+2{\bar {y}}^{2}M_{10},}
{\displaystyle \mu _{30}=M_{30}-3{\bar {x}}M_{20}+2{\bar {x}}^{2}M_{10},}
{\displaystyle \mu _{03}=M_{03}-3{\bar {y}}M_{02}+2{\bar {y}}^{2}M_{01}.}
يمكن إثبات أن:
{\displaystyle \mu _{pq}=\sum _{m}^{p}\sum _{n}^{q}{p \choose m}{q \choose n}(-{\bar {x}})^{(p-m)}(-{\bar {y}})^{(q-n)}M_{mn}}
العزوم المركزية هي ثابتة إنتقالية .